# Mélanie Joly
Mélanie Joly (Montreal, Canadá; 16 de enero de 1979) es una abogada, política y estadista canadiense. Es la actual ministra de Asuntos Exteriores de Canadá desde el 26 de octubre de 2021.

## Carrera

### Educación
Se licenció en Derecho por la Universidad de Montreal en 2001. En 2003 obtuvo el título Magister Juris en Derecho Comparado por la Universidad de Oxford.

### Trayectoria política
En 2013, fue nombrada jefa del Comité Asesor de Quebec en la campaña electoral del Partido Liberal de Canadá bajo el mandato de Justin Trudeau. También en 2013, fundó el partido Vrai changement pour Montréal y se presentó como candidata a la alcaldía de Montreal. El 3 de noviembre obtuvo el 26.50 % de los votos, perdiendo frente al ganador Denis Coderre.
En 2015, dejó la política municipal y anunció su intención de presentarse a las elecciones federales por el Partido Liberal, obteniendo el 47.50 % de los votos. Ese mismo año fue nombrada ministra de Patrimonio de Canadá. El 28 de agosto de 2018, se convirtió en ministra de Turismo, Lenguas Oficiales y Francofonía. En noviembre de 2019, asumió el cargo de ministra de Desarrollo Económico e Idiomas Oficiales.
El 26 de octubre de 2021 fue nombrada ministra de Asuntos Exteriores de Canadá, sucediendo a Mark Garneau.
Es autora de Changing the Rules of the Game, en el que comparte su visión de la política pública y el compromiso cívico.
En marzo de 2024, en el marco de la guerra Israel-Gaza, Mélanie Joly, fue demandada por el grupo Abogados Canadienses por los Derechos Humanos Internacionales por autorizar la exportación de armas utilizadas por Israel para violar el derecho internacional.